# Thalictrum callianthum
Thalictrum callianthum är en ranunkelväxtart som beskrevs av Wen Tsai Wang. Thalictrum callianthum ingår i släktet rutor, och familjen ranunkelväxter. Inga underarter finns listade i Catalogue of Life.